# Marie Lipsius
Ida Marie Lipsius, alias La Mara, (Leipzig, 30 de diciembre de 1837 - Schmölen, 2 de marzo de 1927) fue una historiadora de la música y escritora alemana.

## Biografía
Marie Lipsius nació el 30 de diciembre de 1837 en Leipzig, hija de Karl Heinrich Adelbert Lipsius, posteriormente director de la Escuela de Santo Tomás, y creció en la ciudad, donde recibió una amplia formación musical, por parte del compositor sajón Richard Müller. Sus tres hermanos fueron el teólogo Richard Adelbert Lipsius, el arquitecto Constantin Lipsius y el investigador clásico Justus Hermann Lipsius. En 1856, a los diecinueve años, conoció a Franz Liszt en un concierto, a cuyo círculo íntimo de amigos pertenecería desde ese momento. Durante finales del siglo XIX y comienzos del XX, jugó un papel influyente en el negocio musical alemán, especialmente en la corte de Weimar y en el círculo de Bayreuth de Richard Wagner. La princesa Carolyne zu Sayn-Wittgenstein, una íntima amiga de toda la vida de Liszt, la distinguió con el título de profesora de honor por su 80 cumpleaños en 1917.

## Obra
Además de varios tempranos bocetos de viaje, bajo el alias de La Mara, Marie publicó gran cantidad de biografías de músicos, tanto fallecidos como de contemporáneos suyos, que, a partir de 1867, en primer lugar se imprimieron en Monatshefte Westermanns antes editados en el entonces popular serie Musikalische Studienköpfe (Estudio de retratos musicales) por la firma Breitkopf & Härtel. Sus bien matizados y empáticamente escritos retratos a menudo fueron inspirados por su conocimiento personal de muchos de los músicos a los cuales describía y también pueden ser caracterizado como testimonios auténticos de una mujer contemporánea que participaba en la sociedad de la música alemana de su época —de ahí su importancia en la historia de la música actual.
Aparte de sus escritos originales, Marie también se ocupó de una edición de la correspondencia de Franz Liszt. En 1917, se publicó su autobiografía Durch Musik und Leben im Dienste des Ideals, que constaba de dos volúmenes.

## Publicaciones

### Como autora
- Musikalische Studienköpfe, 5 vol., Leipzig 1868-1882:
  - Hector Berlioz, Leipzig 51913.
  - Joseph Haydn, Leipzig 51913.
  - Adolf Henselt, Leipzig 91919.
  - Edvard Grieg, Leipzig 91919.
  - Franz Schubert, Leipzig 121919.
  - Johann Sebastian Bach, Leipzig 71919.
  - Johannes Brahms, Leipzig 1919.
  - Richard Wagner, Leipzig 121919.
  - Robert Schumann, Leipzig 12 1919.
  - Anton Rubinstein, Leipzig 91920.
  - Carl Maria von Weber, Leipzig 121920.
  - Felix Mendelssohn, Leipzig 121920.
  - Franz Liszt, Leipzig 131920.
  - Georg Friedrich Händel, Leipzig 6-71921.
  - Hans von Bülow, Leipzig 9-101921.
  - Wolfgang Amadeus Mozart, Leipzig 8-91922.
  - Christoph Willibald Gluck, Leipzig 6-71923.
  - Ludwig van Beethoven, Leipzig 10-121923.
  - Friedrich Chopin, Leipzig 41924.
- Classisches und Romantisches aus der Tonwelt, Leipzig 1892.
- Beethovens unsterbliche Geliebte. Das Geheimnis der Gräfin Brunswik und ihre Memoiren, Leipzig 1909.
- Liszt und die Frauen, Leipzig 1911.
- An der Schwelle des Jenseits. Letzte Erinnerungen an die Fürstin Carolyne Sayn-Wittgenstein, die Freundin Liszts, Leipzig 1925.

### Como editora
- Franz Liszt:
  - Franz Liszt's Briefe, 8 vol., Leipzig 1893-1905.
  - Correspondance entre Franz Liszt et Hans von Bülow, Leipzig 1899. (en francés)
  - Correspondance entre Franz Liszt et Charles Alexandre (Grand-Duc de Saxe), Leipzig 1909. (en francés)
  - Franz Liszts Briefe an seine Mutter. Aus dem Frz., Leipzig 1918.
- Aus der Glanzzeit der Weimarer Altenburg. Bilder und Briefe aus dem Leben dem Fürstin Carolyne Sayn-Wittgenstein, Leipzig 1906.
- Beethoven und die Brunsviks. Nach Familienpapieren aus Therese Brunsviks Nachlass, Leipzig 1920.